# بیلینگفوش
بیلینگفوش (به سوئدی: Billingsfors) یک منطقهٔ مسکونی در سوئد است که در بخش بنگسفوش واقع شده‌است. بیلینگفوش ۲٫۳۲ کیلومتر مربع مساحت و ۱٬۱۳۴ نفر جمعیت دارد.